# Microbiotheriidae
Famille
Les Microbiotheriidae sont une famille de mammifères marsupiaux. Il s'agit de l'unique famille de l'ordre des Microbiotheria. 

## Liste des genres
Selon BioLib (19 mars 2019) :
- genre Dromiciops Thomas, 1894
- genre Eomicrobiotherium †
- genre Ideodelphys Ameghino, 1902 †
- genre Khasia Marshall & de Muizon, 1988 †
- genre Mirandatherium Paula Couto, 1952 †
- genre Pitheculus Ameghino, 1894 †